# جيتا سهجل
جيتا سهجل (بالكشميرية: गीता सहगल) مواليد 1956/1957 في مومباي، الهند، هي كاتبة وصحافية في قضايا النسوية والأصولية، والعنصرية، مخرج أفلام وثائقية، وناشطة في مجال حقوق المرأة وحقوق الإنسان.
كانت شريكة مؤسسة وعضوًا نشطًا في المنظمات النسائية. كما كانت رئيسة وحدة النوع الاجتماعي في منظمة العفو الدولية، وقد وقفت أمام اضطهاد النساء على وجه الخصوص من قبل الأصوليين الدينيين.
في فبراير 2010، أوقفت منظمة العفو عملها كرئيسة لوحدة النوع الاجتماعي بعد أن نقلتها صحيفة الصنداي تايمز عن انتقادها لمنظمة العفو لارتباطاتها البارزة مع معظم بيك، مدير مجموعة حملة Cage (المعروفة سابقًا باسم Cageprisoners)، والتي تمثل الرجال المحتجزين في غوانتانامو في ظروف خارج نطاق القضاء. وأشارت إليه على أنه «أشهربريطاني مؤيد لحركة طالبان». وردت منظمة العفو بأنها أوقفت جيتا عن العمل «لعدم إثارة هذه القضايا داخلياً». ودعم موقفها الكاتب سلمان رشدي والصحفي كريستوفر هيتشنز وآخرون ممن انتقدوا منظمة العفو لهذا الانتماء. عارض معظم بيك مزاعمها بشأن صلاته بالجهاديين وقال إنه لا يعتبر أي شخص إرهابيًا لم يُدان بالإرهاب.
غادرت جيتا سهجل منظمة العفو الدولية في 9 أبريل/ نيسان 2010.

## النشأة والتعليم
ولدت جيتا سهجل في الهند، وهي ابنة الروائية نايانتارا سهجل. نشأت هندوسية، وتقول إنها الآن ملحدة. هي ابنة أخت رئيس الوزراء الهندي السابق جواهر لال نهرو، وحفيدة أخته فيجايا لاكشمي بانديت. بدأت دراستها في الهند، وانتقلت إلى إنجلترا عام 1972، حيث التحقت وتخرجت من مدرسة الدراسات الشرقية والأفريقية في لندن.عادت إلى الهند عام 1977، وبدأت العمل في منظمات العمل المدنية. وعادت إلى إنجلترا عام 1983.

## المسار المهني

### عملها كناشطة

#### المنظمات النسائية
في عام 1979 شاركت في تأسيس Southall Black Sisters، وهي منظمة غير ربحية مقرها في Southall، غرب لندن.
في عام 1989، شاركت في تأسيس منظمة «نساء ضد الأصولية» وشاركت فيها. وانتقدت بريطانيا العظمى لأنها تحمي فقط المسيحية وقوانينها الخاصة بإزدراء الأديان. وهي تعتقد أن هذا الاستبعاد من الحماية لديانات المهاجرين يساهم في نمو الطائفية وتحول المهاجرين نحو الأصولية الدينية.